# Палаван (провинция)
Палаван (таг. Lalawigan ng Palawan) — провинция Филиппин. Входит в состав региона МИМАРОПА. Административный центр — город Пуэрто-Принсеса.

## География
Территория Палавана омывается на северо-западе Южно-Китайским морем, на юго-востоке — морем Сулу.
В состав провинции входит одноимённый остров, Каламианский архипелаг и  мелкие близлежащие острова на северо-западе моря Сулу.

## История
В доколониальный период остров Палаван посещали китайские и малайские купцы. Остров заселялся также переселенцами с Борнео (Калимантана), которых было несколько волн. Об этом свидетельствуют археологические находки, и в китайских хрониках упоминаются острова Палаван и Калимантан. В XII веке переселенцы малайского происхождения начали заселять и осваивать остров. Они возделывали сельскохозяйственные культуры, кокосовую пальму, сахарный тростник и другие. Они также разводили свиней, коз, кур, занимались охотой и рыбной ловлей.
После прибытия испанцев в XVII веке, в некоторых поселениях обосновались миссионеры, но они встретили сопротивление местного населения малайского происхождения, которое исповедовало ислам. В XVIII веке испанцы предприняли строительство церквей и крепостей для защиты от народов моро. Ими были освоены такие поселения, как Куйо, Агутайя, Линапакан, Балабак.
Позже остров, который тогда назывался Парагуа, был преобразован в одну провинцию под названием Каламианес с центром Тайтай. Затем он был разделён на три части: Кастилья (северная часть острова), Астуриас (главный город — Пуэрто-Принсеса), и остров Балабак (с центром Принсипе-Альфонсо).
В 1898 году, после национальной революции, когда было установлено единое государственное правительство, провинция была объединена, и центром её был провозглашен город Пуэрто-Принсеса.

## Население
Провинция Палаван заселена разными народами. Здесь насчитывается 87 этнических групп. В культуре, помимо малайского влияния, заметно и испанское, а также китайское, и других соседних стран.
Распространены различные языки: тагальский, таусог, батакский, тагбануа, палауэньо и куйюнон. Среди верующих преобладают католики, на втором месте находятся протестанты, встречаются немногочисленные группы мормонов и адвентистов 7-го дня; в южных муниципалитетах Балабак и Батараза проживает некоторое количество мусульман.

## Административное деление
В административном отношении провинция подразделяется на 23 муниципалитетов и 1 города:

### Город
- Пуэрто-Принсеса (Puerto Princesa)

### Муниципалитеты
Основные муниципалитеты
- Аборлан (Aborlan)
- Батараса (Bataraza)
- Брукс Пойнт (Brooke’s Point)
- Думаран (Dumaran)
- Эль Нидо (El Nido)
- Нарра (Narra)
- Кесон (Quezon)
- Рисаль (Rizal)
- Рохас (Roxas)
- Сан Висенте (San Vicente)
- Софронио Эспаньола (Sofronio Española)
- Тайтай (Taytay)

Островные муниципалитеты
- Агутайя (Agutaya)
- Аракели (Araceli)
- Балабак (Balabac)
- Бусуанга (Busuanga)
- Кагайянкильо (Cagayancillo)
- Корон (Coron)
- Кулион (Culion)
- Куйо (Cuyo)
- Калайяан (Kalayaan) (Острова Спратли)
- Линапакан (Linapacan)
- Магсайсай (Magsaysay)